# مهاندی
مهاندی (اوریه: ମହାନଦୀ، هندی: महानदी، انگلیسی: Mahanadi) یک رود در کشور هند است.
این رود که از نزدیکی شهرک دامتاری در ایالت چتیسگر سرچشمه می‌گیرد پس از طی ۸۸۵ کیلومتر در ایالت اودیشا به خلیج بنگال می‌ریزد.

## نگارخانه

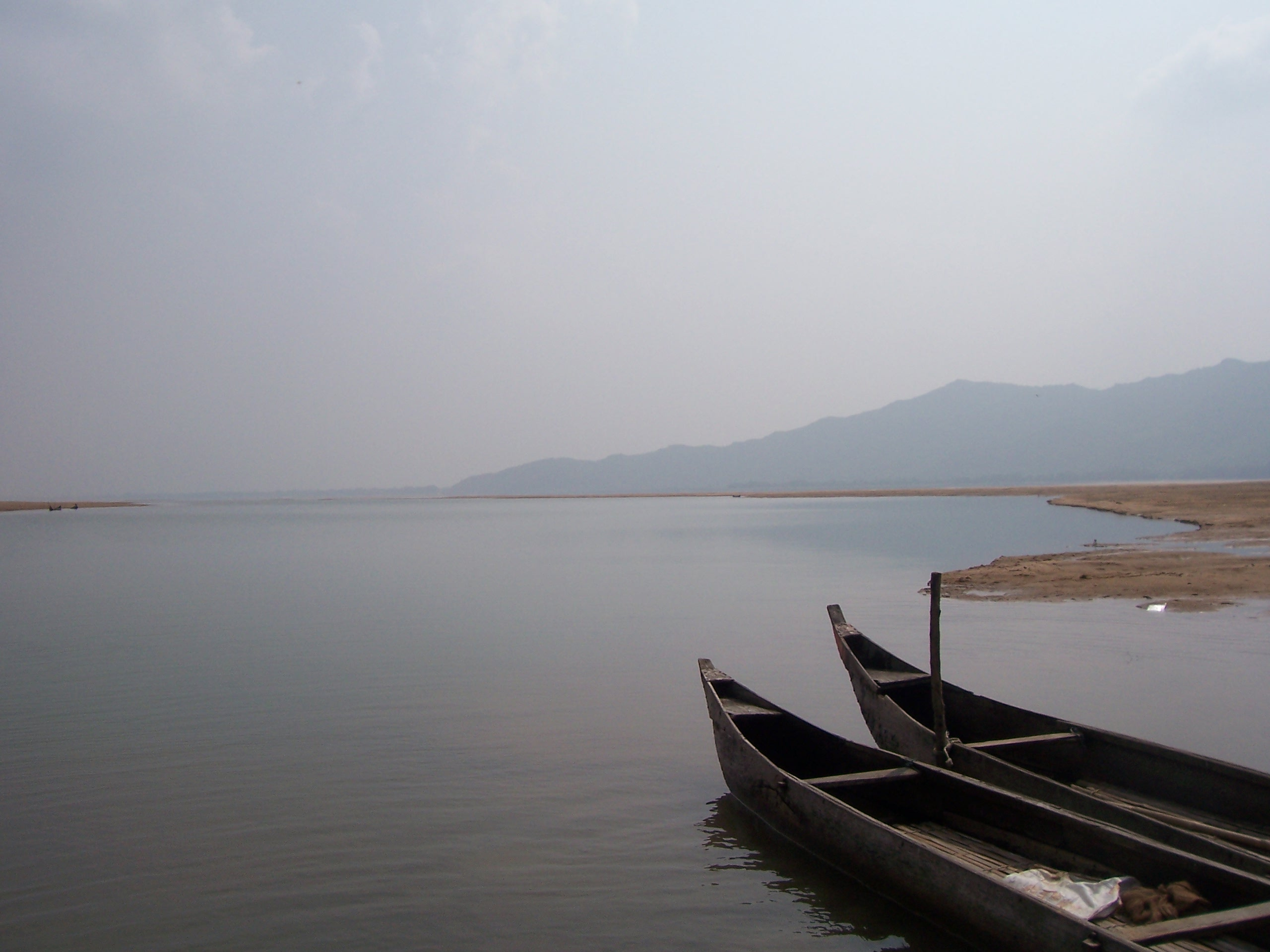
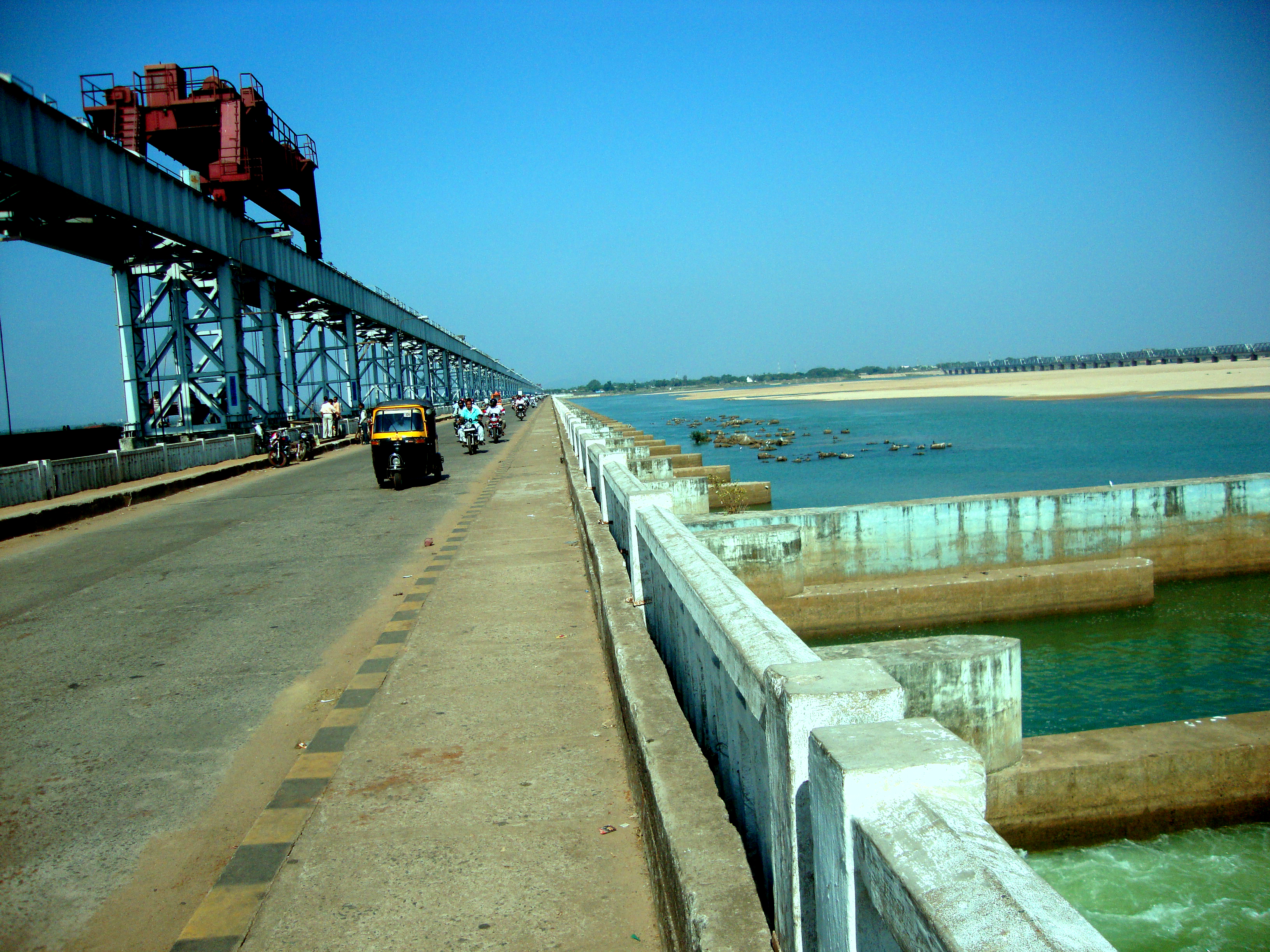
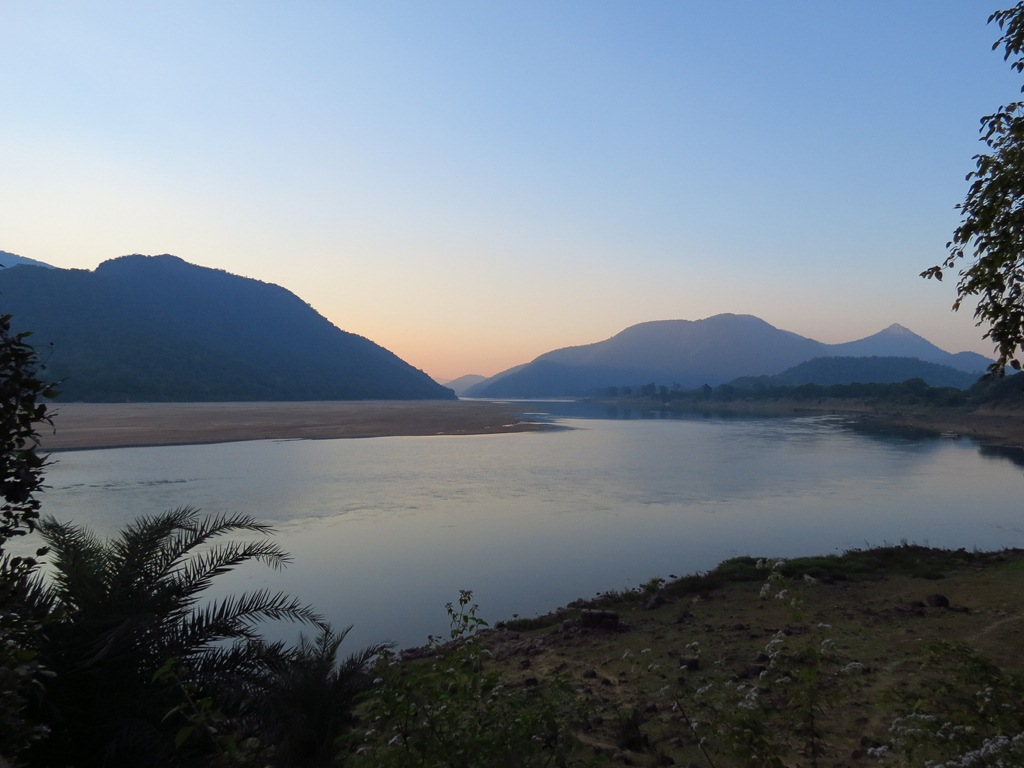
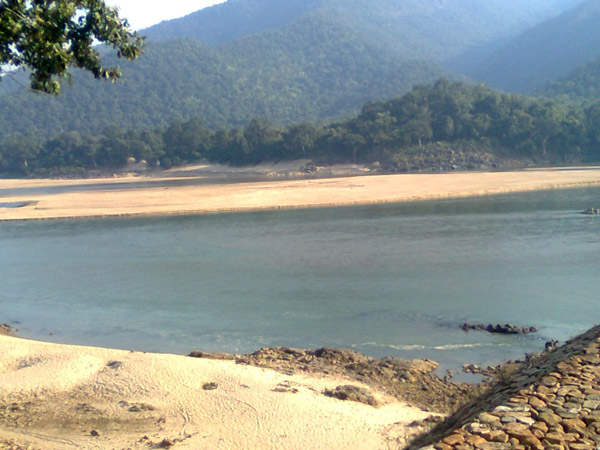